# Atlantochelys mortoni
Atlantochelys mortoni (лат.) — гигантская морская черепаха мелового периода. Одна из крупнейших известных черепах. Принадлежит к вымершему меловому семейству Protostegidae, близкому к современным кожистым черепахам.
Вид был описан в 1849 году по фрагменту плечевой кости, найденной в отложениях верхнего мела Нью-Джерси. А через 162 года в 2012 году палеонтолог-любитель Gregory Harpel обнаружил другой фрагмент плечевой кости этого вида, оказавшийся недостающей частью первоначально найденной кости. Совместив их, учёные смогли вычислить приблизительный размер данного экземпляра — оказалось, что его длина составляла около 3 метров от носа до кончика хвоста.